# 排钱草属
排钱草属（学名：Phyllodium）是蝶形花科下的一个属，为灌木植物。该属共有6－7种，分布于热带亚洲。
属名Phyllodium源于希腊语phyllon（叶子）和eidos（相似）的合成词，指苞片扩大化呈叶片状。

## 物种
本属包括以下物种：
- 毛排钱树 Phyllodium elegans
- 长柱排钱树 Phyllodium kurzianum
- 长叶排钱树 Phyllodium longipes
- 排钱树 Phyllodium pulchellum